# Toscakaka
La toscakaka, o toscatårta, (torta Tosca) è un dolce da caffè (kaffebröd) svedese, caratterizzato da una glassa a base di burro e scaglie di mandorle. La torta nasce intorno agli anni trenta e il nome è comunemente considerato un riferimento alla Tosca di Puccini, anche se qualche autore suggerisce che possa trattarsi di un riferimento ai dolci toscani a base di mandorle. La preparazione di glasse a base di mandorle e burro ha probabilmente origine in oriente, e si è diffusa in Svizzera a metà Ottocento, raggiungendo la Svezia circa mezzo secolo dopo.
La base è preparata lavorando burro, uova e zucchero fino ad ottenere un impasto omogeneo, quindi unendo farina, lievito e latte, e viene infine versata in uno stampo. La glassa viene preparata unendo gli ingredienti e mescolandoli riscaldando a fuoco dolce, fino ad ottenere una consistenza viscosa. Questa viene quindi versata e distribuita sopra l'impasto, e la torta viene cotta per circa 15 minuti a 170 °C.